# Congregação Patriarcal de Bzoummar

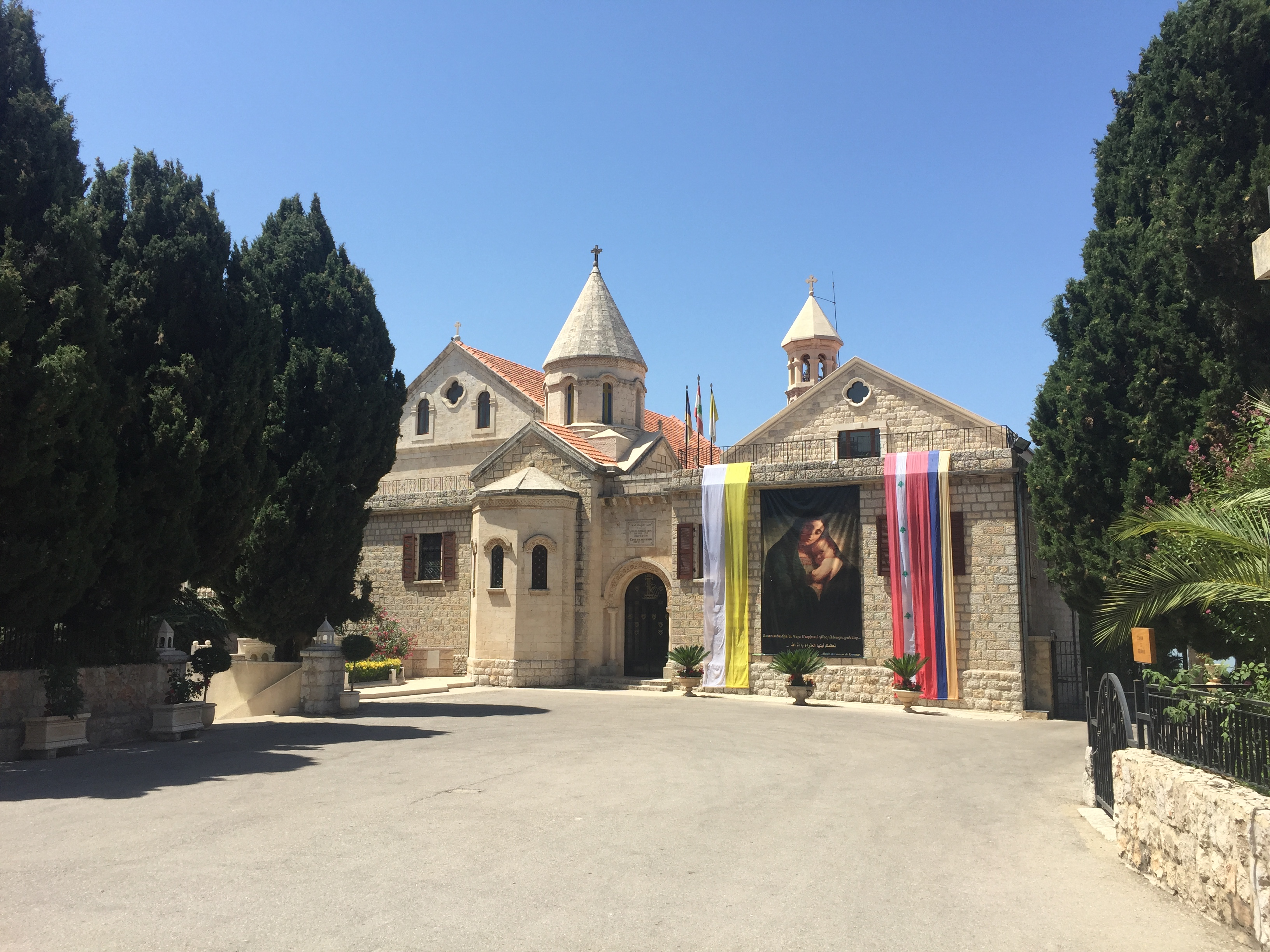
Igreja Católica Armênia Bzoummar no Líbano

A Congregação Patriarcal de Bzommar (em francês:  Institut du Clergé Patriarcal de Bzommar) é uma congregação religiosa armênia católica de padres, fundada em 1750. Eles usam as iniciais I.C.P.B. após seus nomes.
Eles foram estabelecidos quando o Patriarca da Cilícia, chefe da Igreja Católica Armênia, estabeleceu um mosteiro anexo à sua catedral em Bzoummar, no Líbano. Os homens que entraram formaram uma comunidade religiosa dedicada ao serviço da Igreja, dando apoio espiritual ao povo armênio. Eles se comprometeram a ir a qualquer parte do mundo onde fossem enviados pelo Catholicos, que é ex officio o Superior Geral da Congregação.
A congregação forneceu vários bispos para a Igreja durante sua história. Exemplos são Ignatius Maloyan, arcebispo de Mardin e mártir no genocídio armênio, e Jean Pierre XVIII Kasparian, Patriarca da Cilícia de 1982–1998.